# Dél-morvaországi integrált közlekedési rendszer
A Dél-morvaországi integrált közlekedési rendszer (csehül: Integrovaný dopravní systém Jihomoravského kraje (IDS JMK)) egy olyan  integrált ütemes menetrenden alapuló közlekedési rendszer, melyben a Dél-morvaországi kerület közösségi közlekedésben részt vevő helyközi és helyi autóbuszai, vonatai, villamosai, trolibuszai és hajói azonos tarifarendszer szerint vehetőek igénybe. Egyes járatok Ausztria és Szlovákia területére is átmennek. A rendszer teljes körűen 2010 júliusától működik, melyet a KORDIS JMK koordinál és mintegy 20 cég üzemelteti.

## Története

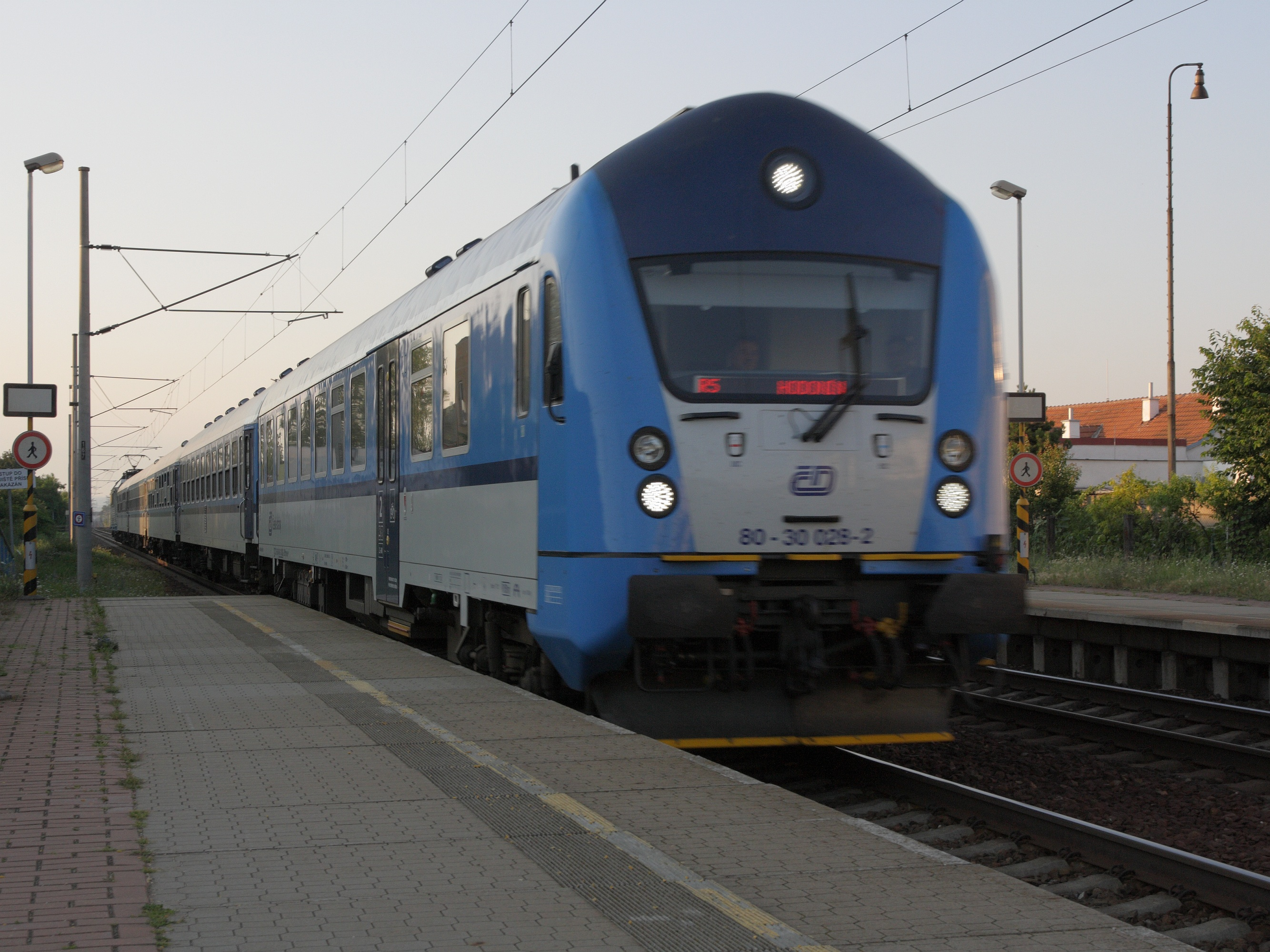
R5-ös vonat Rajhrad állomáson

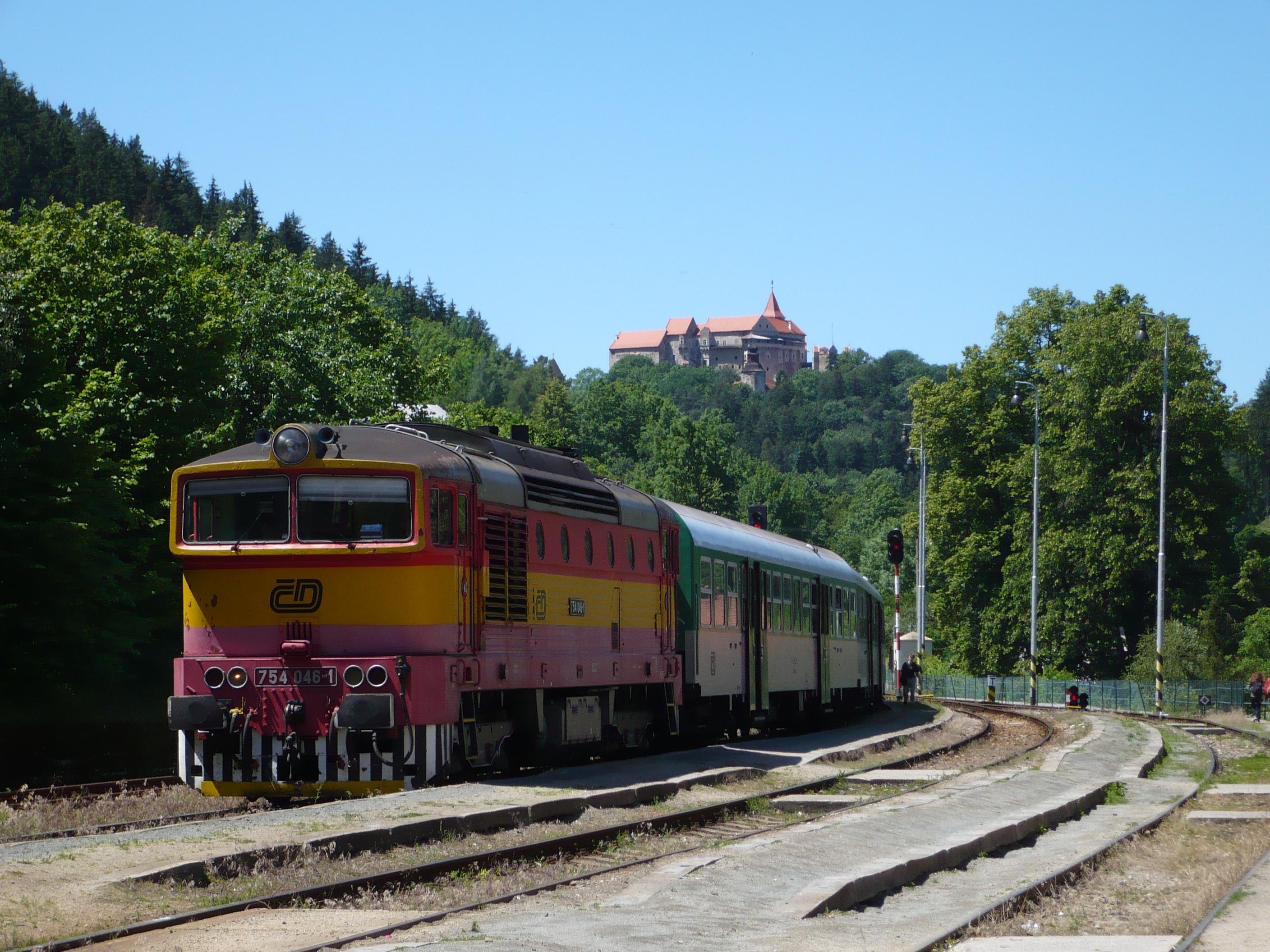
S31-es vonat Nedvědice állomáson

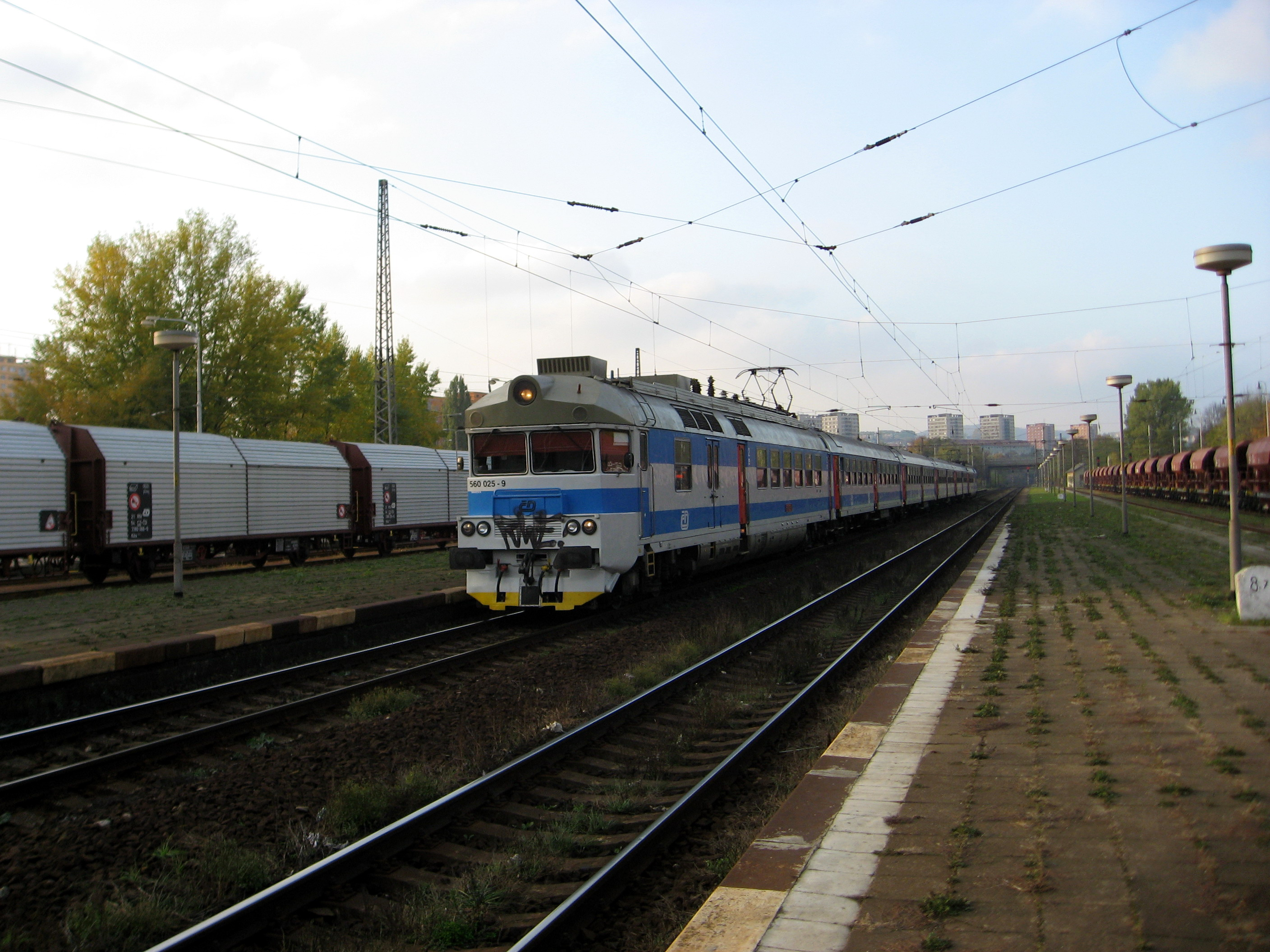
S3-as vonat Brno-Královo Pole állomáson

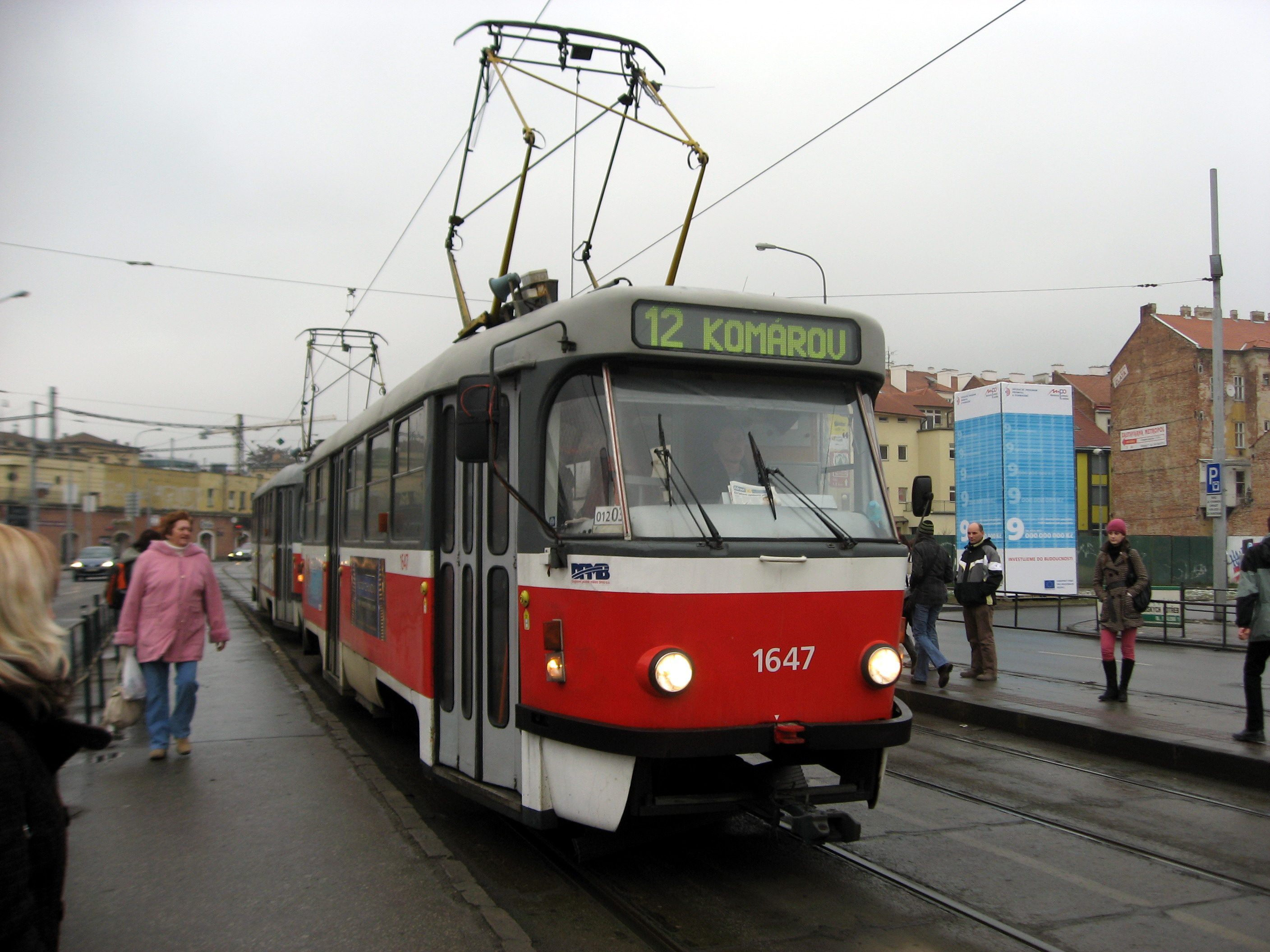
12-es villamos Brnóban

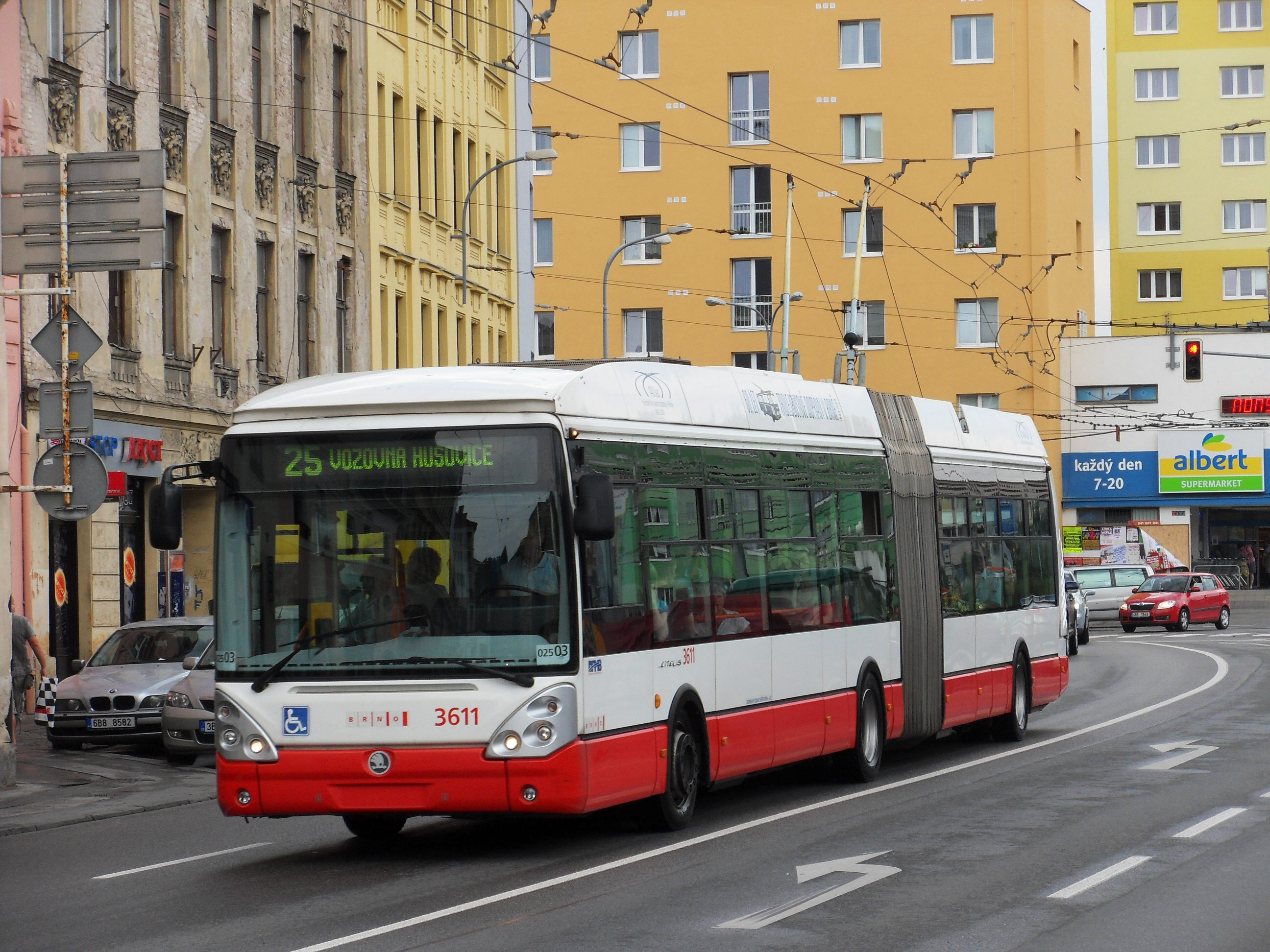
25-ös trolibusz Brnóban

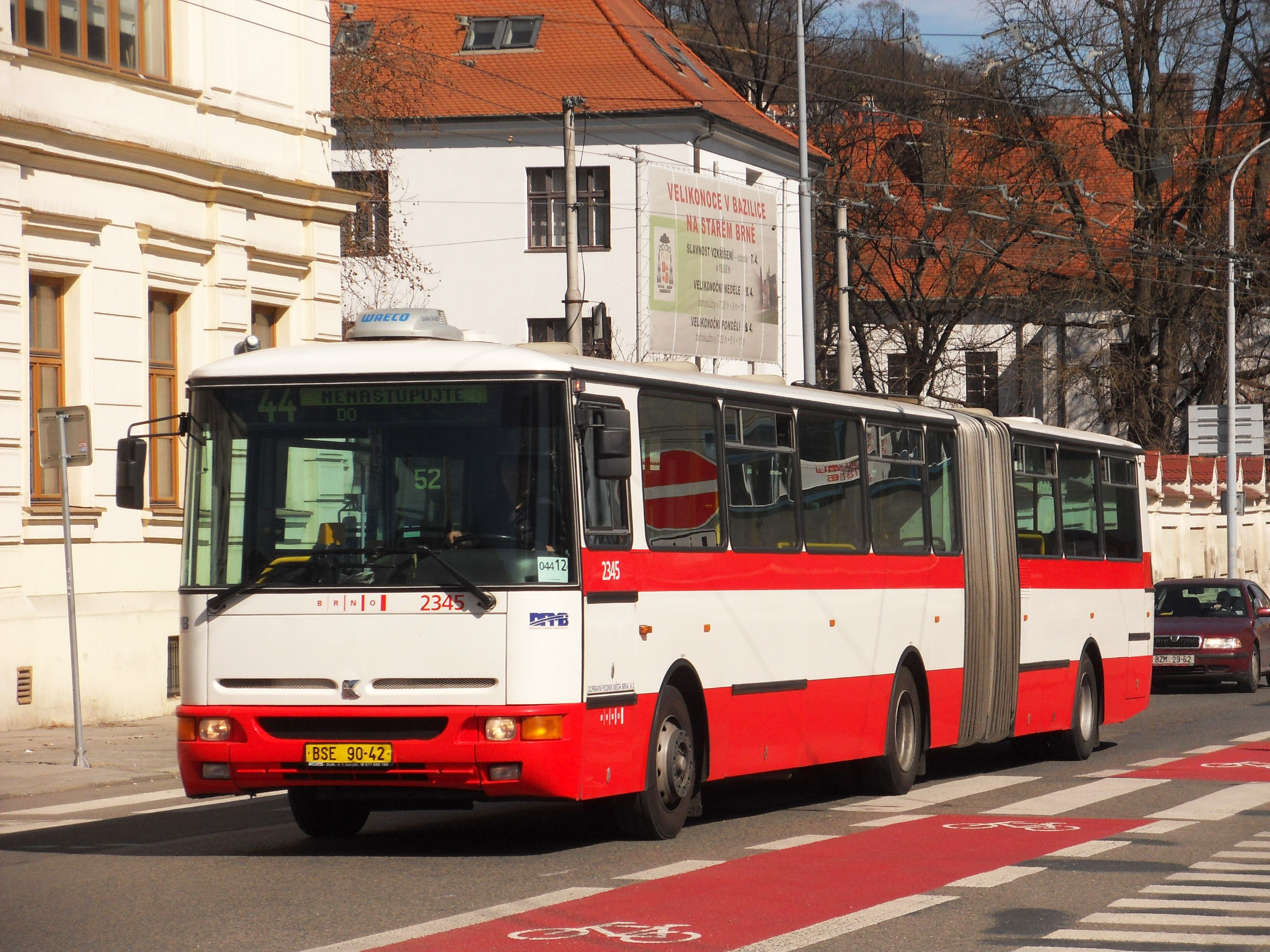
44-es busz Brnóban

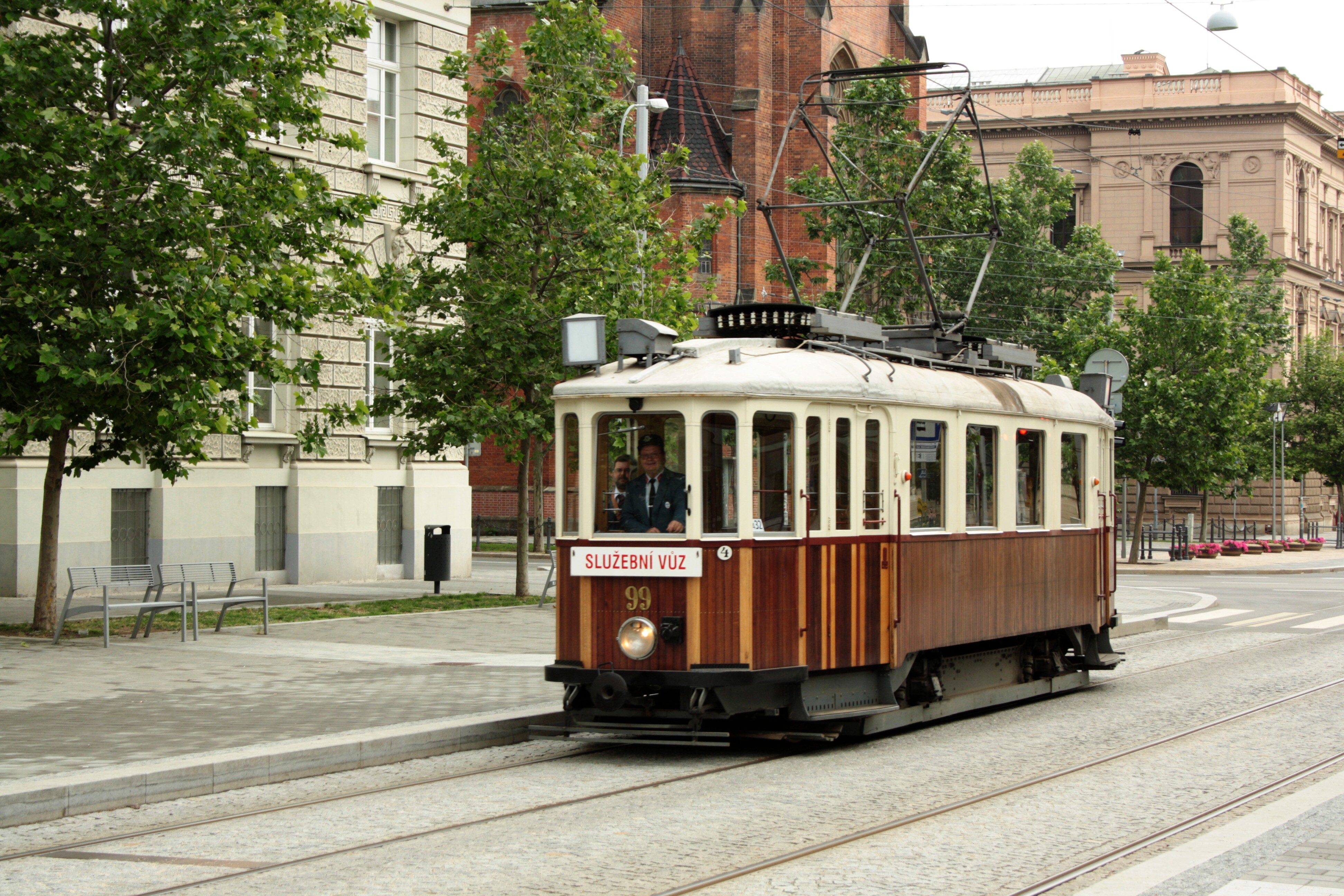
Nosztalgiavillamos Brnóban

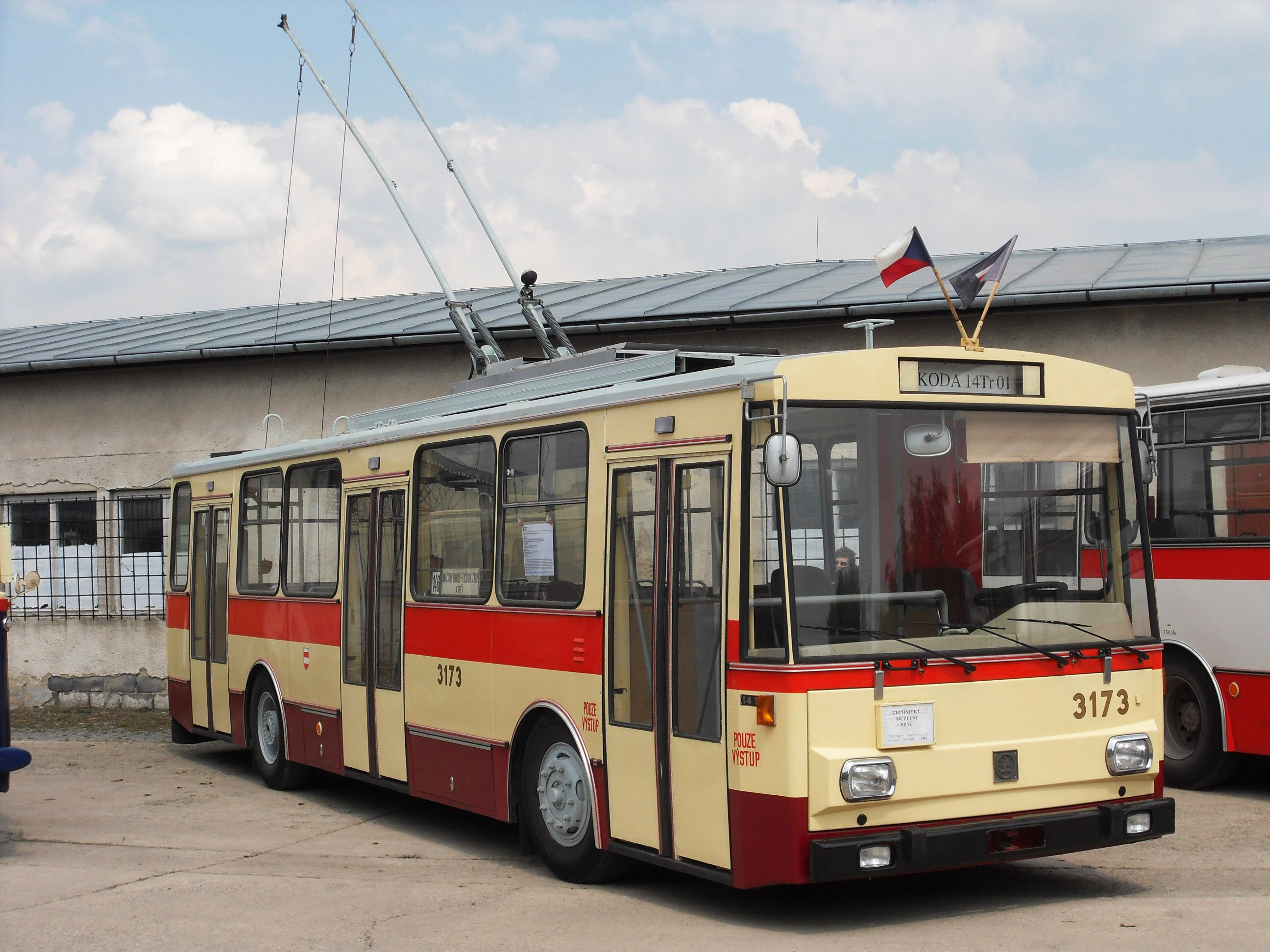
Nosztalgiatroli Brnóban

- Az első szakasz 2004. január 1-jén indult 110 Dél-morvaországi település járataival (beleértve a Brnói és a Blanskói helyi járatokat is), illetve Olomouc és Vysočina kerületek néhány településével.
- 2005. január 1-jén Tišnov régióból további 49 település csatlakozott a rendszerhez.
- 2005. július 1-jén az Adamovi helyi járatokat is bevonták.
- 2005. szeptember 1-jén további 24 település, december 11-én Vyškov helyi járatai, illetve újabb 22 település csatlakozott a rendszerhez.
- 2008-ig fokozatosan csatlakoztak a régió települései.
- 2008. december 14-én Břeclav, Hodonín, Kyjov és Mikulov helyi járatai, 2010. január 1-jén Znojmo helyi járatai lettek a rendszer részei.
- 2013. június 1-jétől az ausztriai Drosendorf-Zissersdorf városába is indult buszjárat.
- 2014. március 1-jén a szlovákiai Miava városba az S91-es vonatot indították.
- 2014. július 1-jén az S31-es vonat Vysočina régióba továbbközlekedik Nedvědicétől.
- 2015. január 1-jén Bystřice nad Pernštejnem helyi közlekedése is csatlakozott a rendszerhez.

## Tarifarendszer
A terület több kisebb zónára van felosztva, minden egyes zónahatár átlépésével a menetjegy ára is növekszik. Összesen 721 települést szolgál ki a rendszer, egy zónába pedig átlagosan 4-5 település tartozik. Minden zóna háromjegyű azonosítószámot visel, melyből a 100-as Brno belvárosa, a 101-es pedig Brno külvárosa. A 200-as zónák Brnótól északkeletre, a 300-as zónák északnyugatra, a 400-as zónák délnyugatra, az 500-as zónák délen, a 600-as zónák délkeletre, a 700-as zónák keleten, a 800-as zónák Znojmo környékén, a 900-as zónák pedig Hodonín környékén találhatóak.
A jegyeket meg lehet vásárolni az utcákon elhelyezett automatákból (csak fémpénzt fogad el), a DPMB és a ČD jegyirodáiban, újságárusoknál, illetve a Brnói helyi járatokat kivéve a járművezetőtől is. A jegyeket minden esetben érvényesíteni kell, a vonatoknál az állomásokon elhelyezett érvényesítő készülékekkel még a felszállás előtt, a buszokon, villamosokon pedig a járműre felszállás után. A járművezetőtől vásárolt jegyet nem kell érvényesíteni. A járműveken belül a legtöbb esetben digitális kijelzők írják a következő állomást és a zónák kódjait is.

### Fontosabb jegytípusok
| jegytípus                            | jegy neve                  | jegy neve | ára | leírás |
| ------------------------------------ | -------------------------- | --------- | --- | ------ |
| Nem átszálló jegyek                  |                            |           | |        |
| 1 szakasz                            | 1 úsek                     | 10 Kč     | A jegyek egy járatra érvényesek, maximum két zónában. Az átszállás nem megengedett. A Brnói 100-as és 101-es zónákban nem használható. Az 575-ös és 800-as zónákban külön feltételek vonatkoznak ezekre a jegyekre. |        |
| 2 szakasz                            | 2 úseky                    | 16 Kč     | A jegyek egy járatra érvényesek, maximum két zónában. Az átszállás nem megengedett. A Brnói 100-as és 101-es zónákban nem használható. Az 575-ös és 800-as zónákban külön feltételek vonatkoznak ezekre a jegyekre. |        |
| 2 vonatmegálló                       | 2 zastávky ve vlaku        | 16 Kč     | A jegyek egy járatra érvényesek, maximum két zónában. Az átszállás nem megengedett. A Brnói 100-as és 101-es zónákban nem használható. Az 575-ös és 800-as zónákban külön feltételek vonatkoznak ezekre a jegyekre. |        |
| 2 zóna / 10 perc                     | 2 zóny / 10 minut          | 16 Kč     | A jegyek egy járatra érvényesek, maximum két zónában. Az átszállás nem megengedett. A Brnói 100-as és 101-es zónákban nem használható. Az 575-ös és 800-as zónákban külön feltételek vonatkoznak ezekre a jegyekre. |        |
| Átszálló jegyek                      |                            |           | A jegyek egy járatra érvényesek, maximum két zónában. Az átszállás nem megengedett. A Brnói 100-as és 101-es zónákban nem használható. Az 575-ös és 800-as zónákban külön feltételek vonatkoznak ezekre a jegyekre. |        |
| 2 zóna / 15-45 perc                  | 2 zóny 15 / 45 minut       | 20 Kč     | A jegyek a megadott zónákban, a megadott időponton belül érvényesek az átszállásos eljutásokra is. Az első jegy a 100-as és 101-es zónákban 15 percig, a többi zónában 45 percig érvényes.                          |        |
| 2 zóna / 60 perc                     | 2 zóny 60 minut            | 25 Kč     | A jegyek a megadott zónákban, a megadott időponton belül érvényesek az átszállásos eljutásokra is. Az első jegy a 100-as és 101-es zónákban 15 percig, a többi zónában 45 percig érvényes.                          |        |
| 3 zóna / 90 perc                     | 3 zóny 90 minut            | 27 Kč     | A jegyek a megadott zónákban, a megadott időponton belül érvényesek az átszállásos eljutásokra is. Az első jegy a 100-as és 101-es zónákban 15 percig, a többi zónában 45 percig érvényes.                          |        |
| 4 zóna / 90 perc                     | 4 zóny 90 minut            | 34 Kč     | A jegyek a megadott zónákban, a megadott időponton belül érvényesek az átszállásos eljutásokra is. Az első jegy a 100-as és 101-es zónákban 15 percig, a többi zónában 45 percig érvényes.                          |        |
| 5 zóna / 120 perc                    | 5 zón 120 minut            | 42 Kč     | A jegyek a megadott zónákban, a megadott időponton belül érvényesek az átszállásos eljutásokra is. Az első jegy a 100-as és 101-es zónákban 15 percig, a többi zónában 45 percig érvényes.                          |        |
| 6 zóna / 120 perc                    | 6 zón 120 minut            | 49 Kč     | A jegyek a megadott zónákban, a megadott időponton belül érvényesek az átszállásos eljutásokra is. Az első jegy a 100-as és 101-es zónákban 15 percig, a többi zónában 45 percig érvényes.                          |        |
| 7 zóna / 150 perc                    | 7 zón 150 minut            | 56 Kč     | A jegyek a megadott zónákban, a megadott időponton belül érvényesek az átszállásos eljutásokra is. Az első jegy a 100-as és 101-es zónákban 15 percig, a többi zónában 45 percig érvényes.                          |        |
| 8 zóna / 150 perc                    | 8 zón 150 minut            | 63 Kč     | A jegyek a megadott zónákban, a megadott időponton belül érvényesek az átszállásos eljutásokra is. Az első jegy a 100-as és 101-es zónákban 15 percig, a többi zónában 45 percig érvényes.                          |        |
| 9 zóna / 180 perc                    | 9 zón 180 minut            | 71 Kč     | A jegyek a megadott zónákban, a megadott időponton belül érvényesek az átszállásos eljutásokra is. Az első jegy a 100-as és 101-es zónákban 15 percig, a többi zónában 45 percig érvényes.                          |        |
| 10 zóna / 180 perc                   | 10 zón 180 minut           | 78 Kč     | A jegyek a megadott zónákban, a megadott időponton belül érvényesek az átszállásos eljutásokra is. Az első jegy a 100-as és 101-es zónákban 15 percig, a többi zónában 45 percig érvényes.                          |        |
| minden zóna / 180 perc               | libovolný 180 minut        | 86 Kč     | A jegyek a megadott zónákban, a megadott időponton belül érvényesek az átszállásos eljutásokra is. Az első jegy a 100-as és 101-es zónákban 15 percig, a többi zónában 45 percig érvényes.                          |        |
| Napijegyek                           |                            |           | A jegyek a megadott zónákban, a megadott időponton belül érvényesek az átszállásos eljutásokra is. Az első jegy a 100-as és 101-es zónákban 15 percig, a többi zónában 45 percig érvényes.                          |        |
| 1 nap / összes zóna                  | všech zónách 24 hodin      | 190 Kč    | A kezeléstől számítva 24 óráig érvényes az összes járaton az összes zónában (Dél-Morvaország). |        |
| 1 nap / összes zóna (kivéve 100+101) | mimo zóny 100+101 24 hodin | 150 Kč    | A kezeléstől számítva 24 óráig érvényes az összes járaton az összes zónában (Dél-Morvaország) Brno kivételével (100 és 101 zóna).                                                                                   |        |
| 1 nap / 100+101 zóna                 | 100+101 zóny 24 hodin      | 90 Kč     | A kezeléstől számítva 24 óráig érvényes az összes járaton a 100-as és a 101-es zónákban (Brno). |        |
| 5 nap / 100+101 zóna                 | 100+101 zóny 5 dnů         | 250 Kč    | A kezeléstől számítva 120 óráig (5 nap) érvényes az összes járaton a 100-as és a 101-es zónákban (Brno). |        |
| 14 nap / 100+101 zóna                | 100+101 zóny 14 dnů        | 420 Kč    | A kezeléstől számítva 336 óráig (14 nap) érvényes az összes járaton a 100-as és a 101-es zónákban (Brno). |        |
| 1 hónap / 100+101 zóna               | 100+101 zóny 30 dnů        | 750 Kč    | A kezeléstől számítva 720 óráig (30 nap) érvényes az összes járaton a 100-as és a 101-es zónákban (Brno). |        |
| Forrás: IDS JMK                      |                            |           | |        |

## Vonalak
| járműtípus                           | számozás                                                                                                  | útvonal       |
| ------------------------------------ | --- | ------------- |
| gyorsított személyvonat              | |               |
| R2                                   | Brno hlavní nádraží – Adamov – Blansko – Březová nad Svitavou                                             |               |
| R3                                   | Brno hlavní nádraží – Brno-Královo Pole – Kuřim – Tišnov                                                  |               |
| R4                                   | Brno hlavní nádraží – Náměšť nad Oslavou                                                                  |               |
| R5                                   | Brno hlavní nádraží – Šakvice – Břeclav – Hodonín – Moravský Písek                                        |               |
| R7                                   | Brno hlavní nádraží – Újezd u Brna – Vyškov na Moravě – Nezamyslice                                       |               |
| személyvonat                         | |               |
| S2                                   | Křenovice horní nádraží – Brno hlavní nádraží – Adamov – Blansko – Letovice – Březová nad Svitavou        |               |
| S21                                  | Skalice nad Svitavou – Boskovice – Velké Opatovice                                                        |               |
| S3                                   | Břeclav – Zaječí – Šakvice – Vranovice – Brno hlavní nádraží – Brno-Královo Pole – Kuřim – Tišnov – Níhov |               |
| S31                                  | Tišnov – Nedvědice – Bystřice nad Pernštejnem – Rovné-Divišov                                             |               |
| S4                                   | Brno hlavní nádraží – Střelice – Zastávka u Brna – Náměšť nad Oslavou                                     |               |
| S41                                  | Brno hlavní nádraží – Střelice – Moravské Bránice – Oslavany/Moravský Krumlov – Miroslav                  |               |
| S42                                  | Miroslav – Hrušovany nad Jevišovkou                                                                       |               |
| S51                                  | Šakvice – Hustopeče u Brna                                                                                |               |
| S52                                  | Zaječí – Čejč – Hodonín                                                                                   |               |
| S53                                  | Břeclav – Lanžhot                                                                                         |               |
| S6                                   | Brno hlavní nádraží – Brno-Slatina – Slavkov u Brna – Bučovice – Kyjov – Bzenec – Veselí nad Moravou      |               |
| S61                                  | Bzenec – Moravský Písek                                                                                   |               |
| S71                                  | Vyškov na Moravě – Nezamyslice                                                                            |               |
| S8                                   | Břeclav – Mikulov na Moravě – Hrušovany nad Jevišovkou – Znojmo                                           |               |
| S81                                  | Znojmo – Moravské Budějovice                                                                              |               |
| S82                                  | Znojmo – Šatov                                                                                            |               |
| S9                                   | Břeclav – Hodonín – Moravský Písek – Moravský Písek zastávka                                              |               |
| S91                                  | Hodonín – Strážnice – Veselí nad Moravou – Javorník nad Veličkou zastávka – Vrbovce – Myjava              |               |
| járműtípus                           | számozás                                                                                                  | vonalak száma |
| Brno villamosai                      | 1–12 | 11            |
| Brno nosztalgia villamos             | H4 | 1             |
| Brno trolibuszai                     | 25–39 | 13            |
| Brno nosztalgia trolibusz            | H24 | 1             |
| Brno helyi buszai                    | 40–84 | 36            |
| Brno iskolabuszai                    | š85–š88                                                                                                   | 4             |
| Brno éjszakai buszai                 | N89–N99                                                                                                   | 11            |
| Brnói hajó                           | jelölés nélkül                                                                                            | 1             |
| Adamov helyi busza                   | 215 | 1             |
| Blansko helyi buszai                 | 221–226                                                                                                   | 4             |
| Bystřice nad Pernštejnem helyi busza | 370 | 1             |
| Břeclav helyi buszai                 | 561–569                                                                                                   | 9             |
| Kyjov helyi buszai                   | 671–673                                                                                                   | 3             |
| Vyškov helyi buszai                  | 741–744                                                                                                   | 4             |
| Znojmo helyi buszai                  | 801–809                                                                                                   | 7             |
| Hodonín helyi buszai                 | 901–904                                                                                                   | 4             |
| régiók közötti buszok                | 104–174                                                                                                   | 20            |
| helyközi buszok                      | 201–940                                                                                                   | 173           |

## Üzemeltetők
- České dráhy (ČD) – Vasútvonalak

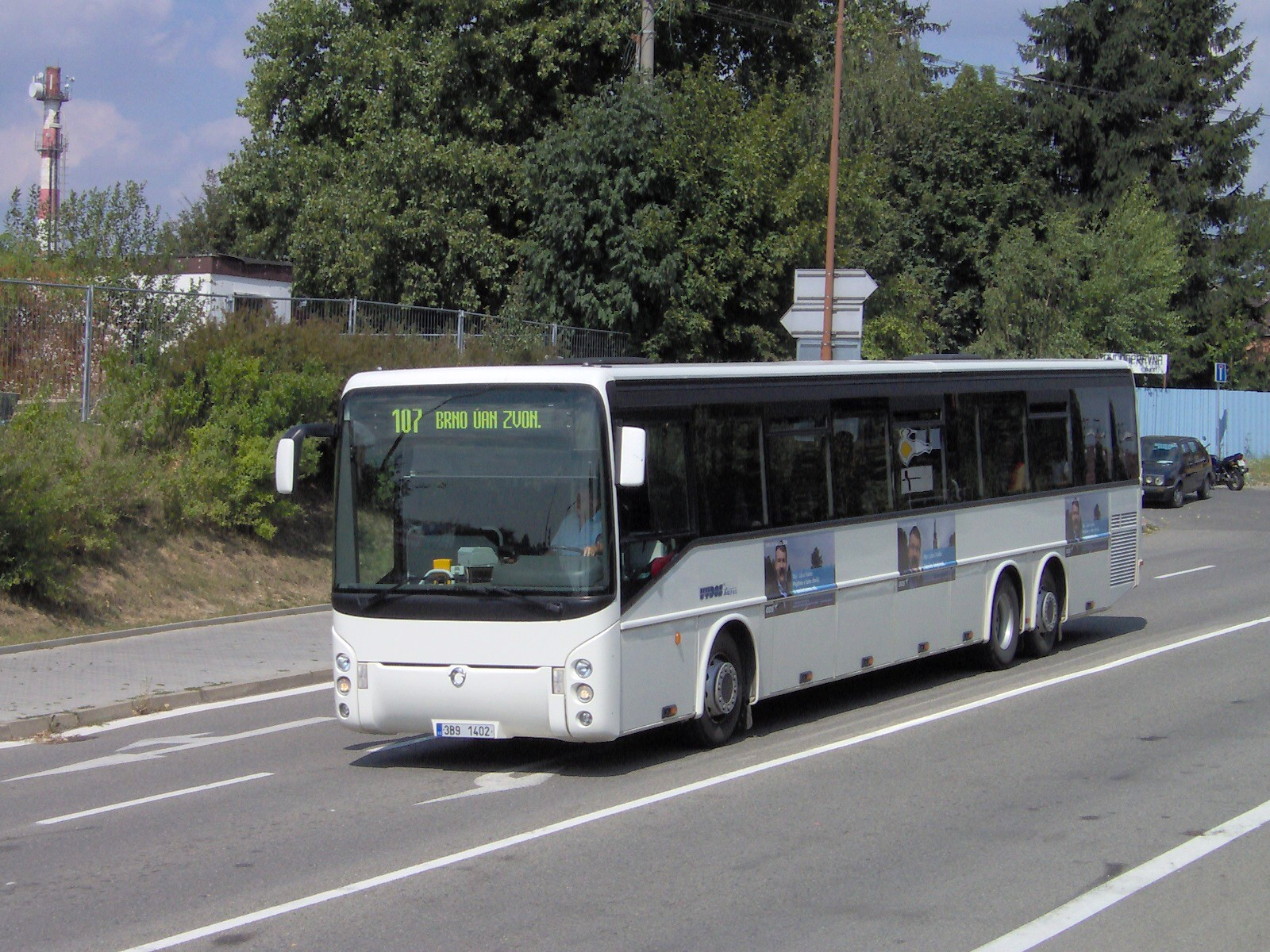
107-es busz Vyškovban

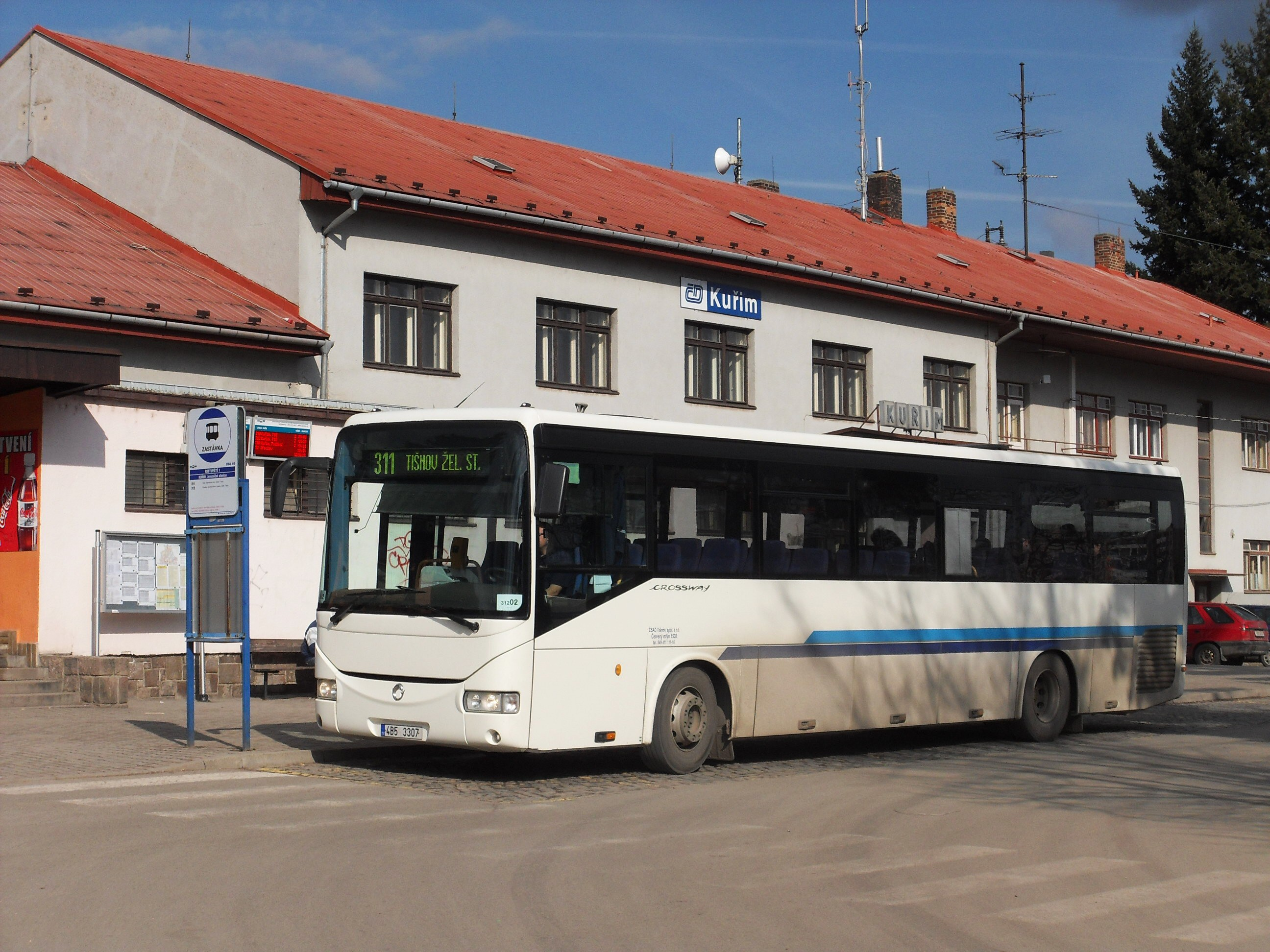
311-es busz Kuřimban

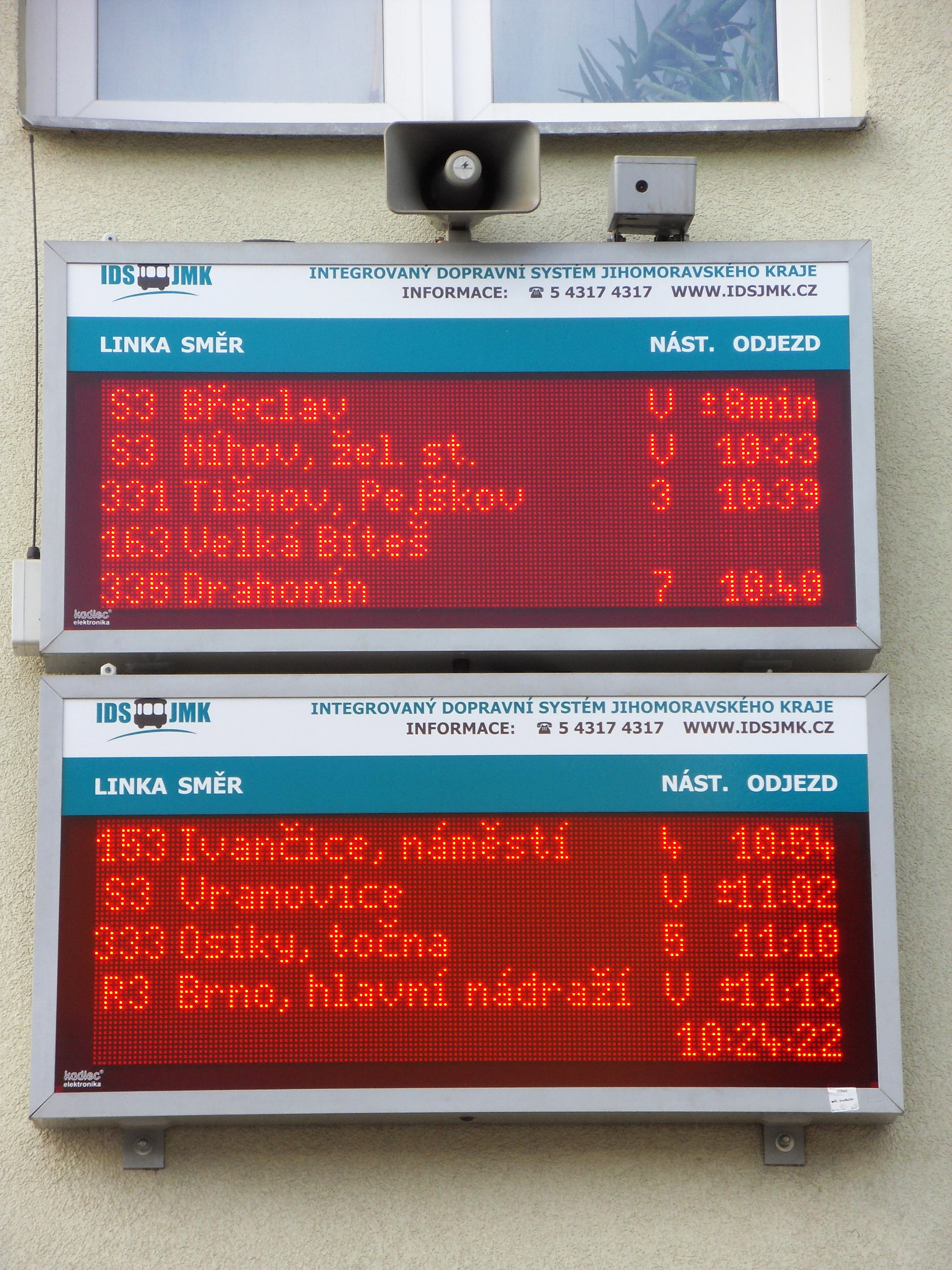
Digitális kijelző a tišnovi vasútállomáson

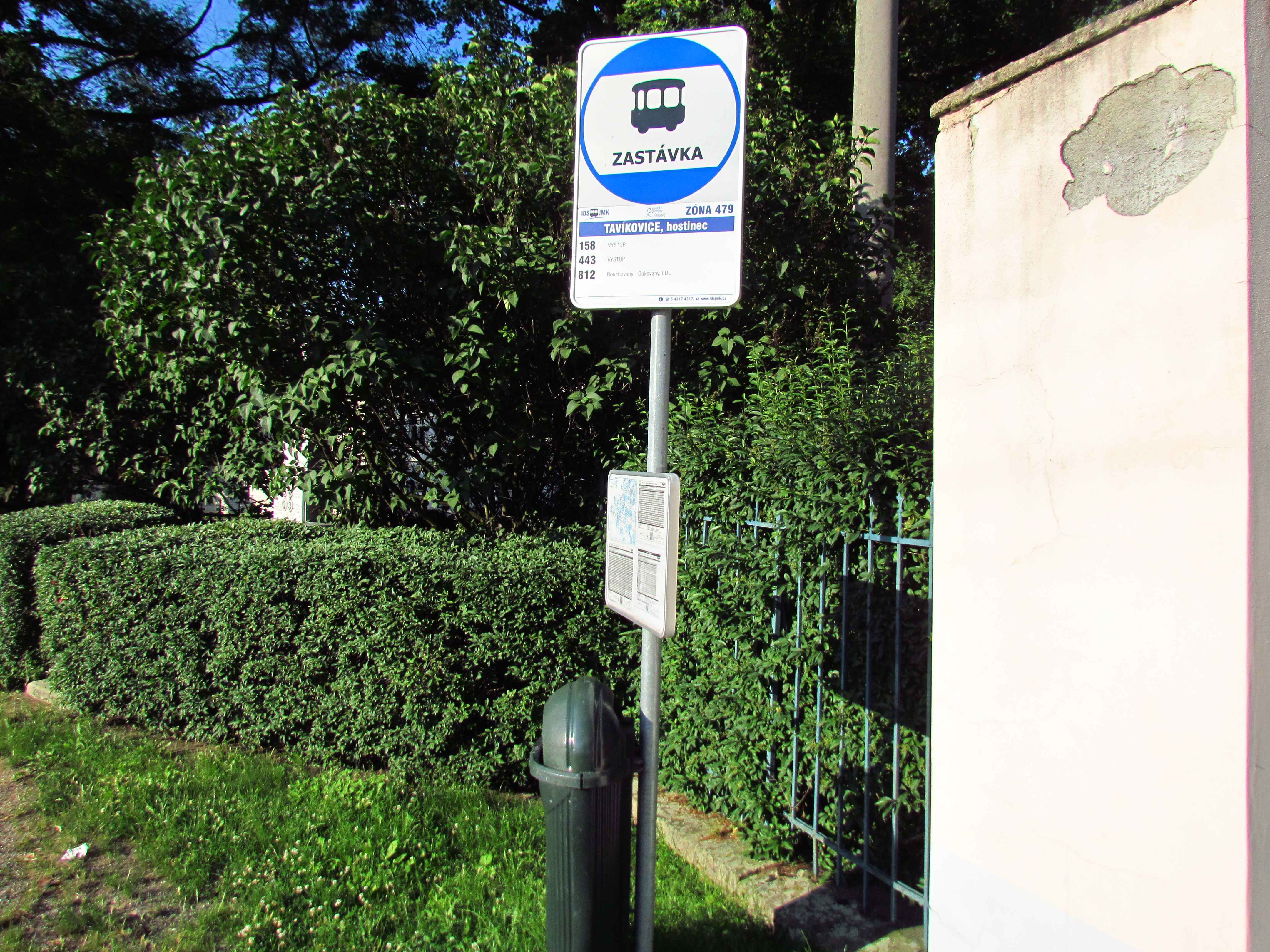
Buszmegálló Znojmóban

- Dopravní podnik města Brna (DPMB) – Brno helyi buszai, villamosai és trolibuszai

További buszüzemeltetők:
- ADOSA
- BDS-BUS
- BK BUS
- BusLine
- BORS Břeclav
- Břežanská dopravní společnost
- ČAD Blansko
- ČSAD Hodonín
- ČSAD Kyjov
- ČSAD Tišnov
- DOPAZ
- FTL - First Transport Lines
- ICOM transport
- SEBUS
- Tourbus
- TRADO-BUS
- TREDOS
- VYDOS BUS
- Znojemská dopravní společnost - PSOTA

## Utastájékoztatás
2009 szeptemberétől a járatokat nyomon lehet követni a beépített GPS-rendszer segítségével, a nagyobb állomásokon pedig kijelzőkön láthatóak a valós indulási idők.

## Fordítás
- Ez a szócikk részben vagy egészben  az   Integrovaný dopravní systém Jihomoravského kraje című cseh Wikipédia-szócikk fordításán alapul.  Az eredeti cikk szerkesztőit annak laptörténete sorolja fel. Ez a jelzés csupán a megfogalmazás eredetét és a szerzői jogokat jelzi, nem szolgál a cikkben szereplő információk forrásmegjelöléseként.

## Külső hivatkozások
- Az IDS JMK honlapja
- Fotógaléria a környék közlekedéséről